# GLaDOS
GLaDOS (acronimo di Genetic Lifeform and Disk Operating System, "Forma di Vita Genetica e Sistema Operativo su Disco") è un personaggio del videogioco Portal e del suo seguito Portal 2, entrambi sviluppati da Valve. GLaDOS è un'intelligenza artificiale che dirige le ricerche ed è responsabile della manutenzione negli Aperture Laboratories, dove entrambi i giochi sono ambientati. Con la sua voce robotizzata guida la protagonista Chell nelle prime fasi di Portal, dando suggerimenti e informazioni; ben presto si scopre però che il suo vero scopo è uccidere Chell, e iniziano così altre peripezie che terminano con l'apparente distruzione di GLaDOS. In realtà nelle sequenze finali del gioco si scopre che GLaDOS non è morta ma solo ''addormentata'' nei laboratori. In Portal 2, GLaDOS continua a essere uno dei personaggi principali, assieme ad altri di nuova introduzione.

## Descrizione
L'importanza di GLaDOS all'interno del gioco deriva dalla sua complessa psicologia. Il suo desiderio di uccidere il protagonista e i mezzi che sfrutta per nascondere il suo proposito sono stati paragonati a quelli usati da altri computer immaginari della storia del cinema, tra cui il celebre HAL 9000 da 2001: Odissea nello spazio. In particolare, all'inizio di Portal, GLaDOS promette come ricompensa finale una torta, ma vari indizi (tra cui alcune scritte sui muri del laboratorio, che recitano "The cake is a lie", La torta è una bugia) fanno sospettare la non perfetta sincerità di GLaDOS, finché il suo tradimento non viene messo in luce quando tenta di gettare la protagonista in un inceneritore. Tuttavia non viene mai chiarito del tutto il motivo che spinge GLaDOS a tentare di uccidere Chell, sebbene la canzone che conclude Portal (Still Alive) e altri indizi facciano ritenere che GLaDOS sia soltanto interessata alla ricerca scientifica in sé, senza alcun interesse o rispetto per la vita umana, che può quindi essere tranquillamente sacrificata negli esperimenti. Nel gioco si vede come una volta terminati i test GlaDOS si limiti a distruggere la cavia, ormai inutile.

### Aspetto
GLaDOS si trova in una stanza apposita degli Aperture Laboratories, in cui sono collocati anche un inceneritore e una postazione di controllo, con un telefono rosso che sarebbe dovuto servire come mezzo per dare l'allarme nel caso in cui GLaDOS fosse sfuggita al controllo umano. 
GLaDOS appare come un complesso apparato computerizzato pendente dal soffitto della stanza, al centro dell'ambiente; dall'apparato si stacca un braccio meccanico collegato alla telecamera principale, che diffonde una luce giallastra. Attaccati alla struttura principale, ma da essa indipendenti, si trovano dei core, ovvero delle sfere dotate di un “occhio”, che svolgono funzioni particolari. In Portal i core sembrano essere quattro (moralità, curiosità, culinario -per la preparazione delle torte-, e rabbia), ma in Portal 2 si scopre che ne esistono altri (il personaggio di Wheatley, ad esempio, è un core staccatosi e diventato totalmente autonomo). Nel primo capitolo di Portal, si può notare la presenza di schermi raffiguranti numerose torte, caratteristica non presente nel secondo capitolo. GLaDOS è inoltre dotata di una “scatola nera” che, in caso di danni, conserva le informazioni degli ultimi minuti di funzionamento, e serve infatti al computer per ripristinare le proprie funzionalità dopo essere stato gravemente danneggiato da Chell nel primo episodio della serie.
Nonostante non ci siano prove, sembra inoltre che il design di GLaDOS ricalchi la silhouette di una donna rovesciata (con la testa verso il basso), ipotesi che sarebbe rafforzata dal fatto che una delle prime idee per disegnare GLaDOS era proprio di raffigurarla come la dea Venere, ma capovolta (allusione alla massima degenerazione possibile della figura femminile). Da tenere in conto che la mente di GLaDOS non è unicamente frutto di sviluppi artificiali ma deriva dal cervello di Caroline, assistente del CEO di Aperture.

### Dialoghi e voce
Gran parte della storia si sviluppa mediante le affermazioni di GLaDOS nel percorso all'interno degli Aperture Laboratories, anche perché, in Portal, è l'unico essere senziente che si rapporta con il protagonista. Non è però sempre possibile stabilire quando GLaDOS dice la verità, quando mente o quando scherza, anche perché, sebbene possa provare dei sentimenti, è molto abile nel contraffarli. Ad aumentare il senso di mistero contribuiscono alcune distorsioni o interruzioni improvvise nella sua voce (non si capisce se volute o accidentali) e frasi ambigue. Altre volte, invece, il suo cinismo viene allo scoperto: quando deve spiegare al giocatore che il pavimento della stanza è ricoperto d'acido, afferma che "ogni contatto con il pavimento della camera causerà una nota negativa sul rapporto del test, seguita dalla morte", stimando palesemente la vita del candidato molto meno della riuscita del test.
La voce di GLaDOS, all'inizio di Portal, è meccanica e a scatti, tipica di una macchina, ma chiaramente femminile. Dopo che Chell distrugge il core della moralità, però, la voce di GLaDOS diventa più umana.
In entrambi i capitoli della serie, è l'attrice Ellen McLain a darle la voce. Ovviamente la registrazione della voce è stata più volte ritoccata al computer prima di essere inserita nel gioco.

## Biografia del personaggio
GLaDOS non è sempre stata una macchina: sin dai tempi della fondazione della compagnia, il fondatore e CEO dell'Aperture Science, Cave Johnson, era affiancato da una dolce segretaria di nome Caroline. Come sue ultime volontà, non solo Cave diede a Caroline il controllo dell'azienda, ma chiese che la sua mentalità fosse anche trasfusa nel AI a capo della struttura, il Genetic Lifeform and Disk Operating System, o GLaDOS. Tuttavia, il risveglio di GLaDOS fu così brusco che tentò pure di uccidere gli scienziati, che furono costretti a spegnerla. Ad ogni suo riavvio, GLaDOS dava sempre di matto e tentava sempre di uccidere tutti, finché gli scienziati non le impiantarono una sfera della personalità (Core), per poter annebbiare la sua sete di morte. A seguito del suo risveglio, altre sfere le furono impiantate.
GLaDOS, ora non più dedita all'uccidere tutti, iniziò a fare esperimenti, per lo più legati al paradosso del gatto di Schrödinger, finché poi non decise di sostituire i gatti con gli scienziati per confermare la falsità di tale paradosso, durante il giorno "porta tua figlia al lavoro". L'unico scienziato a sfuggirgli fu Doug Rattmann, soprannominato Lab Rat, che sfuggi alla sua neurotossina con il suo cubo da compagnia e, frugando tra i file delle cavie, mise quello di una ragazza di nome Chell prima di tutti, dopo aver notato in lei tanta tenacia e determinazione. Difatti, GLaDOS si stancò di dare la caccia a Lab Rat e iniziò a placare la sua sete di prove creando labirinti che le cavie umane della Aperture dovevano superare, o morire provandoci. La prima fu proprio Chell, la quale superò le trappole di GLaDOS, la raggiunse e distrusse tutte le sue sfere della personalità vitali in un inceneritore. Ciò fece mandare in corto GLaDOS, e tutto l'impianto saltò in aria. Doug rivide la luce del sole, ma poi vide anche Chell venire portata in una delle camere di sospensione da un androide sopravvissuto all'esplosione e tornò dentro. Ferito da alcune torrette, Doug concentrò tutta l'energia rimanente nella camera di Chell, condannando gli altri, ma permettendo a lei di fuggire e finire questo incubo, un giorno.
Qualche anno dopo, Chell si risvegliò e fu accolta da un Core impacciato di nome Wheatley. I due, nel ridare l'energia all'impianto, risvegliarono GLaDOS, la quale non più bloccata dai Core, decise di "recuperare il tempo perduto con Chell" e finire il lavoro. Wheatley e Chell però fuggirono e, dopo un piccolo sovraccarico di emozioni rilevato in GLaDOS, i due attivarono la sequenza di scambio di nucleo principale e Wheatley fu messo a capo dell'impianto. Tuttavia, corrotto dal potere, Wheatley si rivela più malvagio di GLaDOS, la quale riconosce in lui la sfera della personalità che gli misero addosso per renderla più stupida. Offeso per essere stato chiamato stupido, Wheatley la mise all'interno di una batteria a patata e la scaraventò con Chell nel vecchio edificio sotterraneo dell'Aperture. Dopo aver recuperato GLaDOS da un corvo, Chell la appende alla sua pistola portale e insieme esplorano la struttura. Al loro passaggio, alcuni vecchi messaggi preregistrati di Cave Johnson e Caroline vengono attivati e risvegliano qualcosa in GLaDOS.
Tornati da Wheatley, questi le fa sottoporre ad altre camere test, ma poi decide di ucciderle dopo aver scoperto due robot programmati da GLaDOS proprio per sostituire le cavie umane. Le due scappano dalla trappola di Wheatley e tornano alla sala principale per scambiare di nuovo GLaDOS come Core principale. Le due mettono su di Wheatley diversi Core corrotti che lo sovraccaricano e viene inizializzata uno scambio, che però viene fermato all'ultimo da Wheatley. Chell, quindi, spara un portale sulla Luna, facendo risucchiare Wheatley nello spazio e permettendo a GLaDOS di tornare a capo della struttura. GLaDOS, nel suo ultimo atto umano, avendo risvegliato in lei la sua Caroline interiore, lascia andare Chell ed elimina Caroline da dentro lei.
GLaDOS, quindi, riprenderà i suoi test con i due robot di cooperazione e adotterà i pulcini del corvo come suo modo di vendicarsi.

## Impatto culturale
GLaDOS è stata utilizzata dalla NASA in un video per spiegare la differenza tra fissione e fusione nucleare, con lo pseudonimo di "NASA's Official Talking General Leisure and Diversion Operational Server" o, in sintesi, NOTGLaDOS. Inoltre, la voce di GLaDOS è stata inserita come omaggio alla serie di Portal da Guillermo del Toro nel trailer di Pacific Rim.